# グアルディア・ロンバルディ
グアルディア・ロンバルディ（伊: Guardia Lombardi）は、イタリア共和国カンパニア州アヴェッリーノ県にある、人口約1,700人の基礎自治体（コムーネ）。

## 地理

### 位置・広がり

#### 隣接コムーネ
隣接するコムーネは以下の通り。
- アンドレッタ
- ビザッチャ
- カリーフェ
- フリジェント
- モッラ・デ・サンクティス
- ロッカ・サン・フェリーチェ
- サンタンジェロ・デイ・ロンバルディ
- ヴァッラータ

## 行政

### 分離集落
グアルディア・ロンバルディには、以下の分離集落（フラツィオーネ）がある。
- Carmasciano, Fiumara, Forche, Frassino, Lagoni, Lazzare, Melio, Papaloia, Piani, Piano d'Occhio, Pietri, Santa Maria dei Manganelli, Sasso, Taverne